# François-Louis de Barville
François-Louis de Barville, seigneur du Fresne et d'Harnoville (19 octobre 1749, Villeconin - 5 novembre 1836, Villeconin), est un militaire et homme politique français.

## Biographie

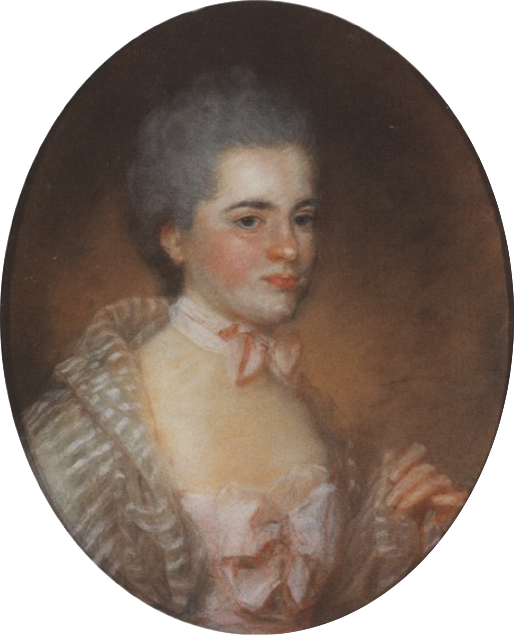
Mme François-Louis de Barville, née Anne Boyetat de Boissy [Boyetet de Boissy].

François-Louis de Barville est le fils de Louis François de Barville, seigneur du Fresne et de Souplainville, capitaine d'infanterie au Régiment de Vieille marine, et de Marie Geneviève de La Cour d'Invillier. Le 12 mai 1777, en l'église de Boissy-le-Sec, il épouse Anne Boyetet de Boissy, née à Orléans le 20 octobre 1750 et fille de Charles Hector Boyetet, seigneur de Boissy, et d'Anne Baguenault de La Perrière. 
Lieutenant en premier au régiment des Gardes françaises, mousquetaire de la seconde compagnie de la garde du roi puis colonel d'infanterie, il est élu député de la noblesse du bailliage d'Orléans aux États généraux le 2 avril 1789. Il proteste contre la réunion des trois ordres, et, finalement se retire de l'Assemblée après avoir donné sa démission, le 17 août 1790. Il se retire alors dans sa propriété de Villeconin.

## Distinctions
- Chevalier de l'ordre royal et militaire de Saint-Louis